# Жассе, Викторен
Викторен Ипполит Жассе (фр. Victorin-Hippolyte Jasset, 1862—1913) — французский режиссёр, сценарист, продюсер.

## Биография
Работал в театре декоратором и костюмером. Был занят в постановке зрелищных пантомим в театральном зале ипподрома на Монмартре (фр.) (позже «Гомон-Палас»).

Афиша к фильму о приключениях Ника Картера

Первые фильмы снимал для только что возникшей фирмы «Эклер» совместно с Жоржем Гато. В 1908 году Жассе и гато принялись за экранизацию рассказов о Нике Картере.
15 сентября 1908 года «Cine-Journal» написал: «Незатейливый сюжет, преследования, преступления, аресты, засады — все это великолепно подходит для кинематографа».
В этом же жанре Жассе и Гато были сняты: «Бил-стрелок», «Морган-пират», «Ястреб Сьерры», «Новые подвиги Ника Картера».
В 1909 году Жассе снял шестисерийный фильм «Доктор Фантом» и фильм «Иродиада». В 1911 году выходит фильм «Конец Дон-Жуана» «…в духе тех, что снимались на фирме „Фильм д’Арт“».
Позже Жассе приступил к съёмкам фильма «Зигомар» по роману французского писателя Леона Сази. «…Картина имела большой успех и оказала огромное влияние на постановку сериала „Фантомас“ Фёйада…» В фильме рассказывается о противостоянии детектива Полена Броке и банды уголовников «Дзета». В продолжение этой серии Жассе снимает ещё две картины: «Зигомар противника Картера» и «Зигомар ускользает».
В 1913 году Жассе приступает к съёмкам сериала «Протея» о шпионке-патриотке в исполнении Жозетты Андрио. Съёмки этого фильма после смерти Жассе были продолжены Жераром Буржуа и Жан-Жозефом Рено.

## Фильмография
- 1905 — Эсмеральда /  La Esméralda
- 1906 — Жизнь Христа /  La Vie du Christ
- 1908 — Ник Картер, король сыщиков /  Nick Carter, le roi des détectives  (6 серий)
- 1908 — Билл-стрелок, король луга /  Riffle Bill, le roi de la prairie  (5 серий)
- 1909 — Новые подвиги Ника Картера /  Nouveaux exploits de Nick Carter
- 1909 — Отравленный цветок /  La Fleur empoisonnée
- 1909 — Забастовочный день /  Journée de grève
- 1909 — Доктор Фантом /  Docteur Phantom (6 серий)
- 1909 — Капитан Фракас /  Le Capitaine Fracasse
- 1910 — Зигомар / Zigomar
- 1911 — Иродиада / Hérodiade
- 1912 — В мрачной стране / Au pays des ténèbres
- 1912 — Зигомар против Ника Картера[итал.]/ Zigomar contre Nick Carter
- 1912 — Бандиты на автомобиле
- 1912 — Жизненные сражения / Les Batailles de la vie
- 1912 — Том Батлер / Tom Butler
- 1913 — Протея / Protéa
- 1913 — Зигомар ускользает / Zigomar peau d'anguille